# 院垈站
院垈站（：／ Wondae yeok */?）是大邱地鐵3號線沿線的一座高架車站，位於韓國大邱廣域市西區院垈洞3街。

## 車站結構
站體為2面2線側式月台的高架車站，候車月台設有半高式月台門，僅有1處出口。

### 月台配置
| 八達市場 ↑ |
| \| 上      |
| ↓ 北區廳   |

| 月台 | 路線               | 目的地                               |
| ---- | ------------------ | ------------------------------------ |
| 上行 | ●大邱都市鐵道3號線 | 八達市場、梅川市場、漆谷慶大醫院方向 |
| 下行 | ●大邱都市鐵道3號線 | 北區廳、西門市場、龍池方向           |

## 歷史
- 2015年4月23日：開通使用。

## 車站周邊
- 砧山市場
- 八達新市場
- 院垈新市場
- 院垈傢俱街
- 向日葵公園
- 洞衙里公園
- 飛山公園
- 院垈洞居民中心
- 魯院洞郵局
- 韩亚银行魯院洞分行
- 韓國第一銀行院垈洞分行
- 北砧山治安中心
- 西區第一綜合社會福祉館

## 圖片

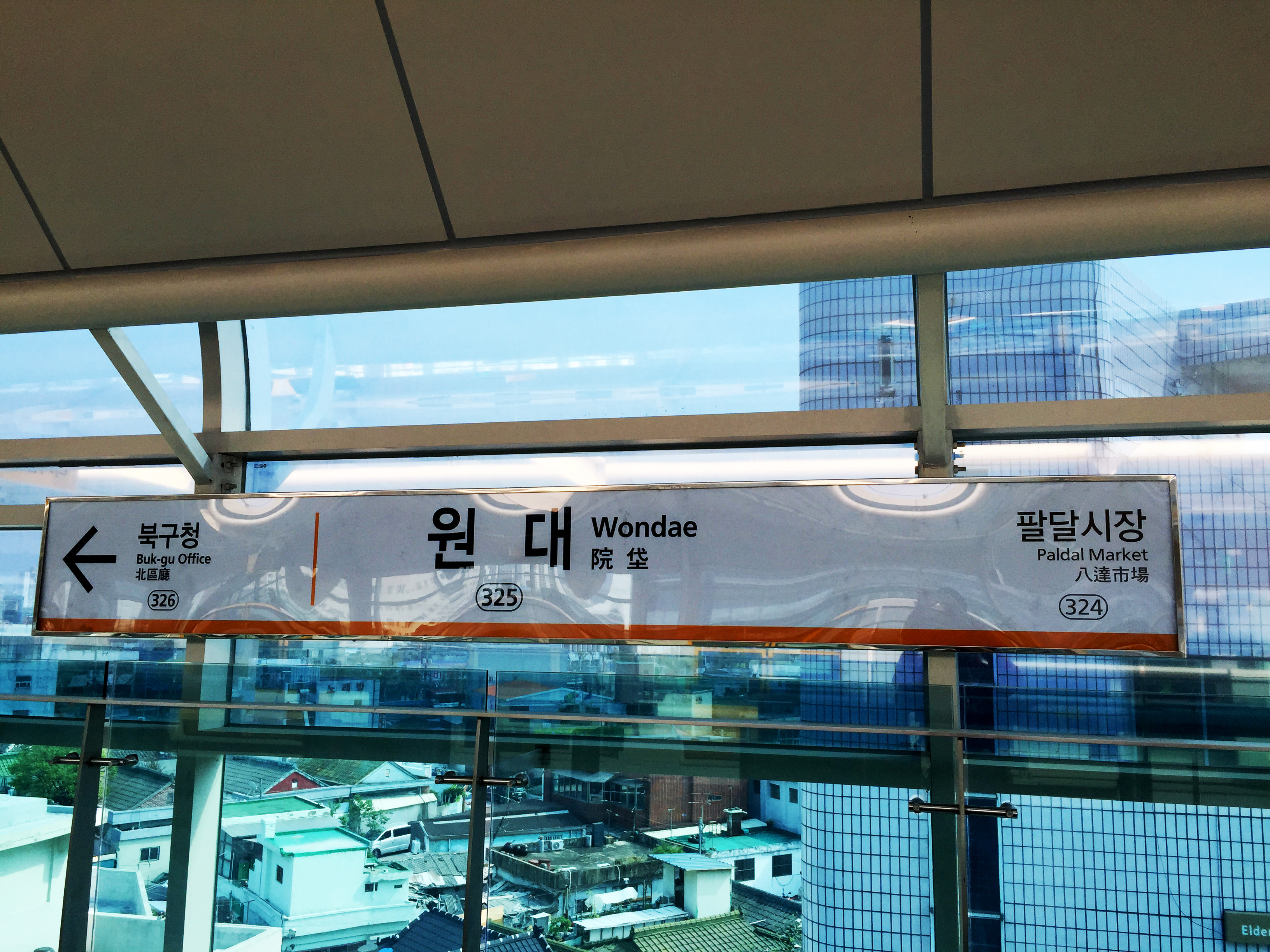
站名牌
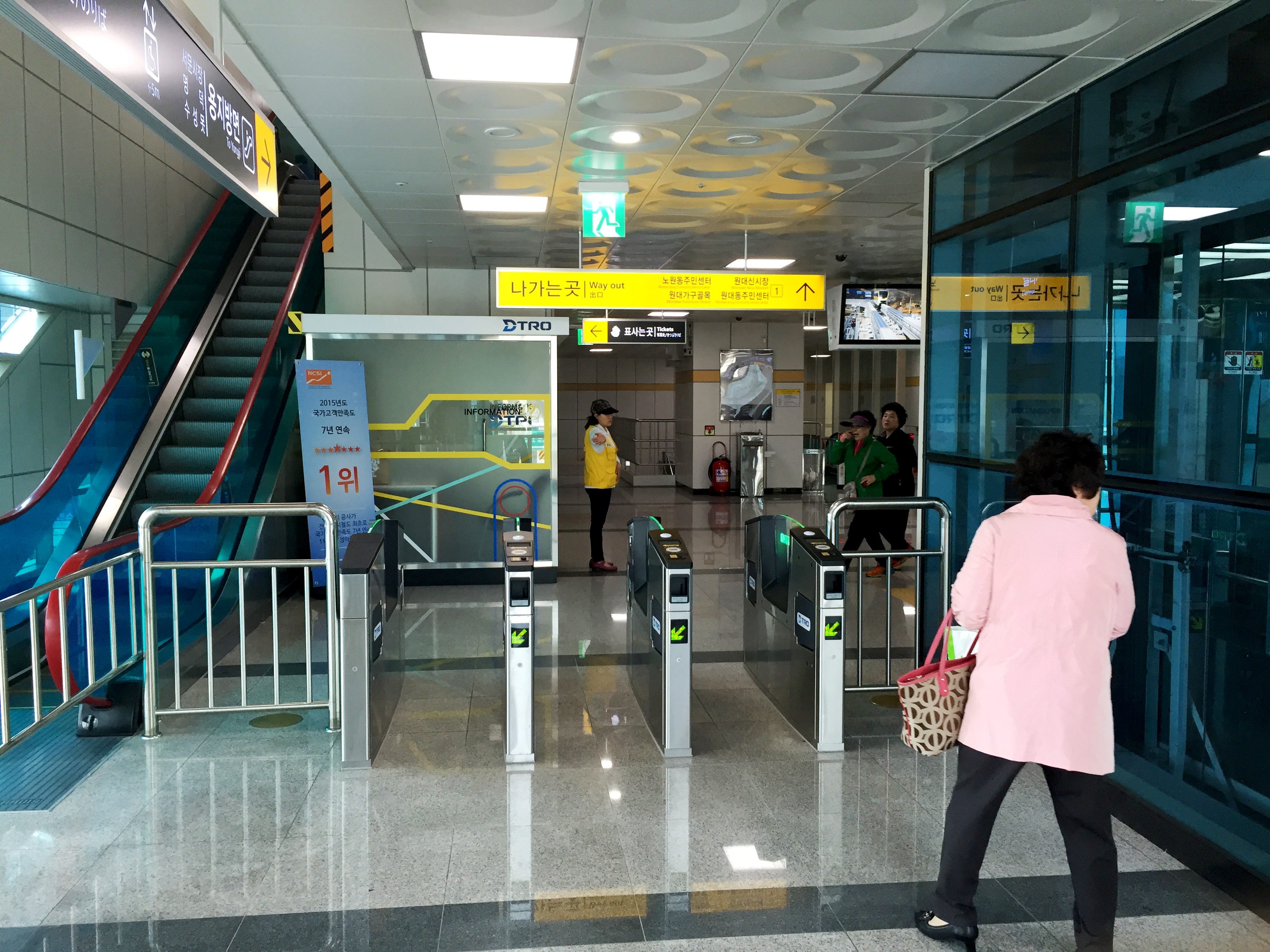
剪票閘口
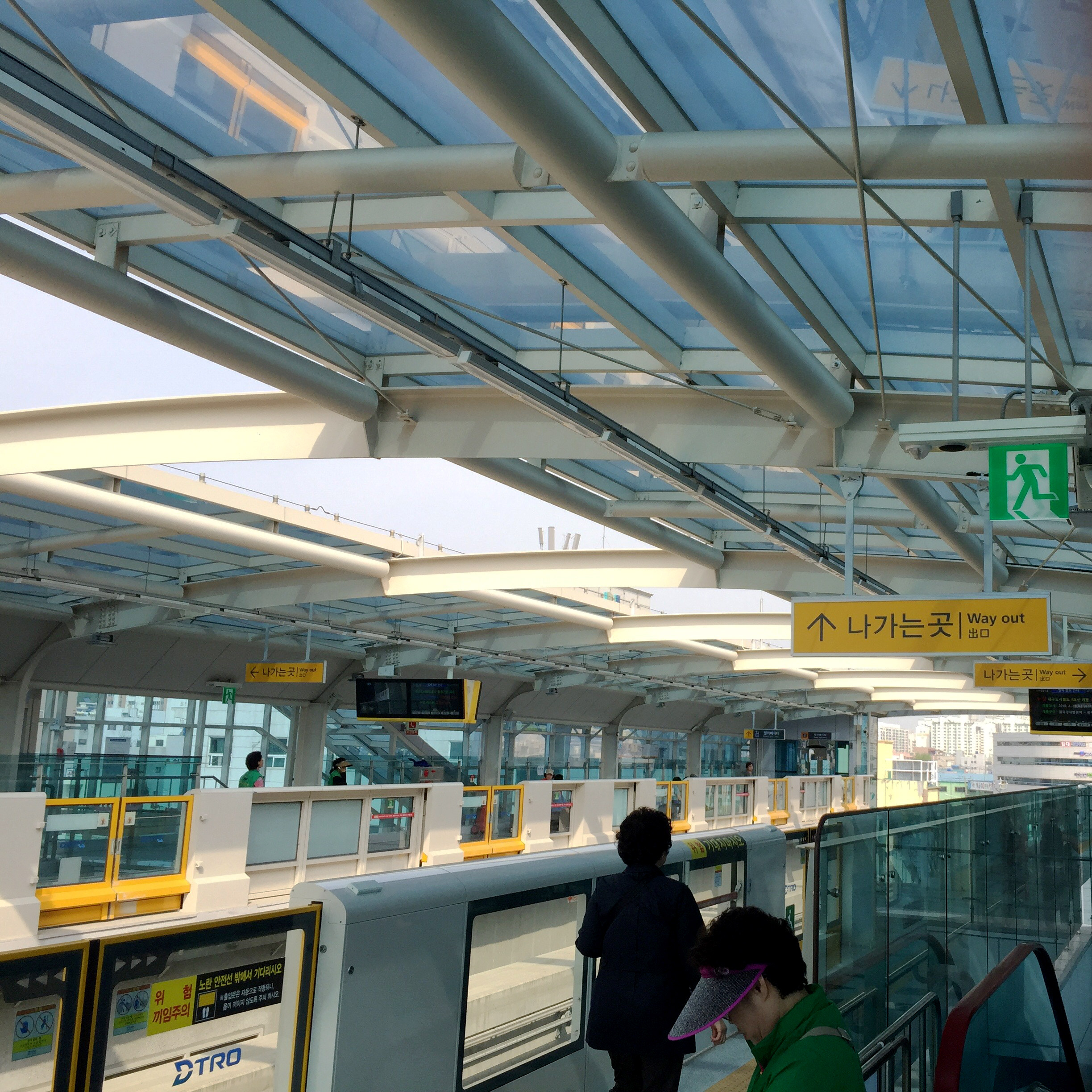
候車月台

## 相鄰車站
大邱都市鐵道公社
●大邱都市鐵道3號線
八達市場（324）－院垈（325）－北區廳（326）